# Stiftskirche St. Martin und St. Severus

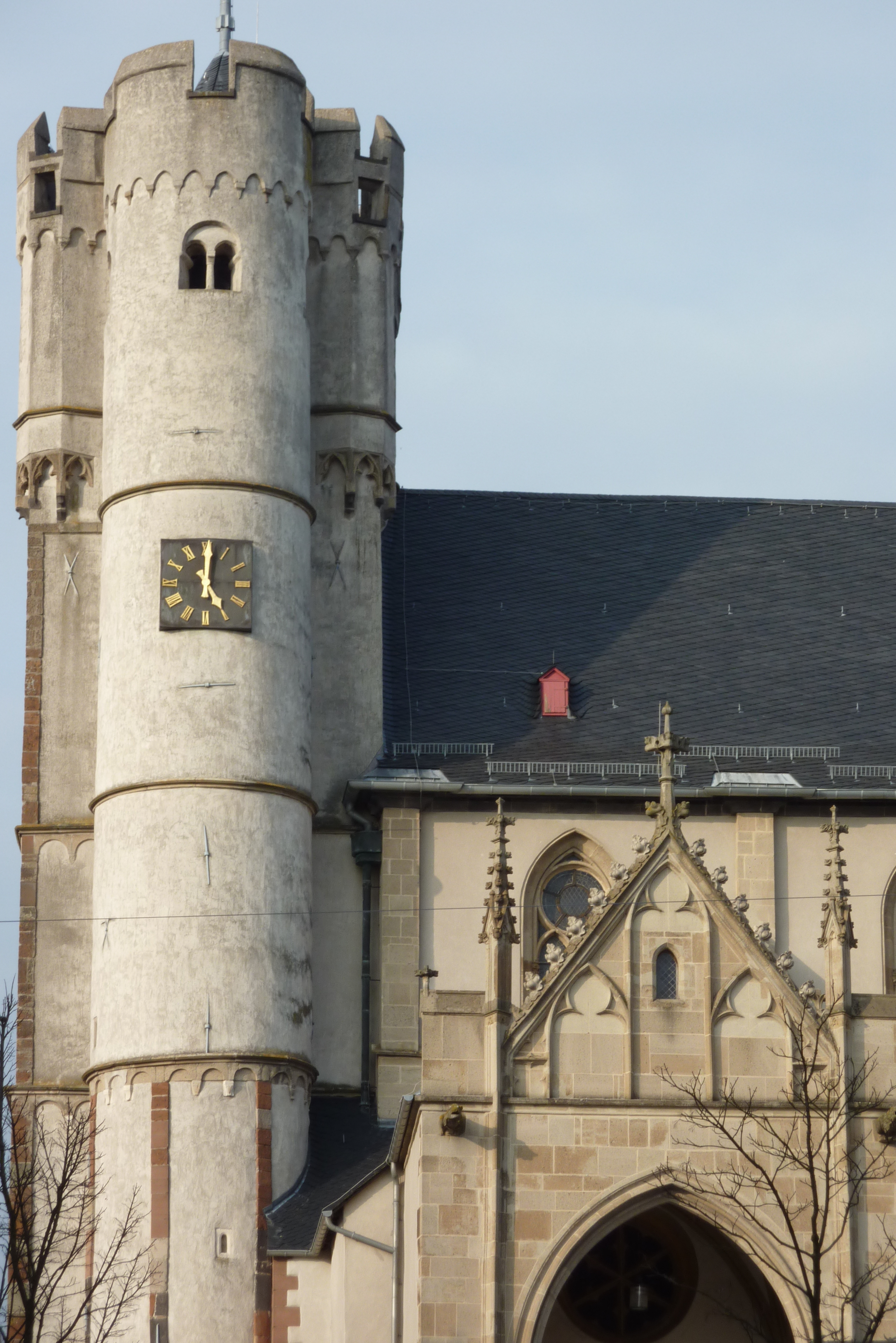
Westwerk

Die Stiftskirche St. Martin und St. Severus ist die Kirche des ehemaligen Stifts gleichen Namens in Münstermaifeld im Landkreis Mayen-Koblenz in Rheinland-Pfalz. Der aus dem 12. bis 13. Jahrhundert stammende Kirchenbau im rheinischen Übergangsstil wird auch als „Maifeldmünster“ bezeichnet.
Die Stiftskirche St. Martin und St. Severus ist ein geschütztes Kulturgut nach der Haager Konvention.

## Geschichte

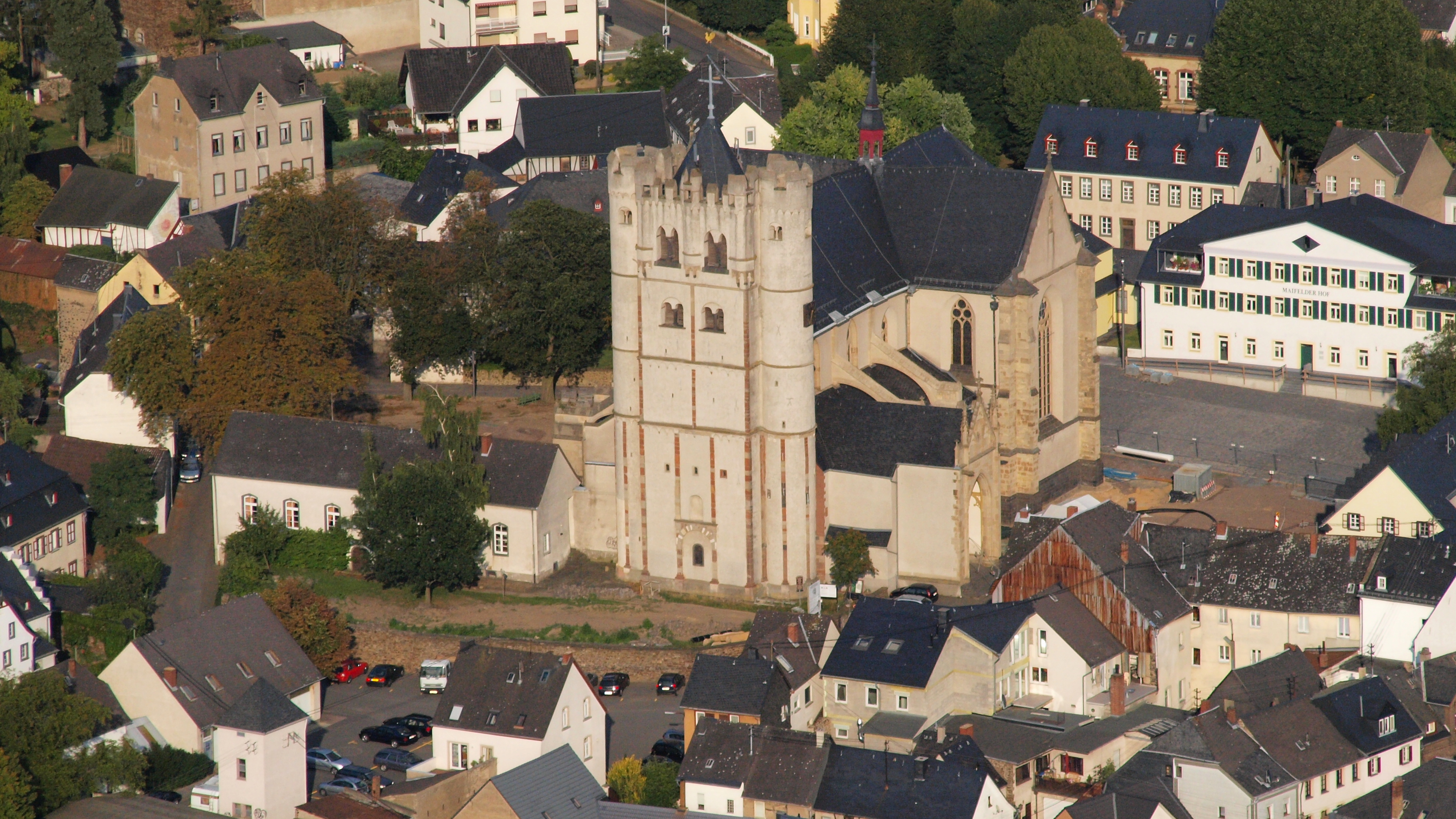
St. Martin und St. Severus

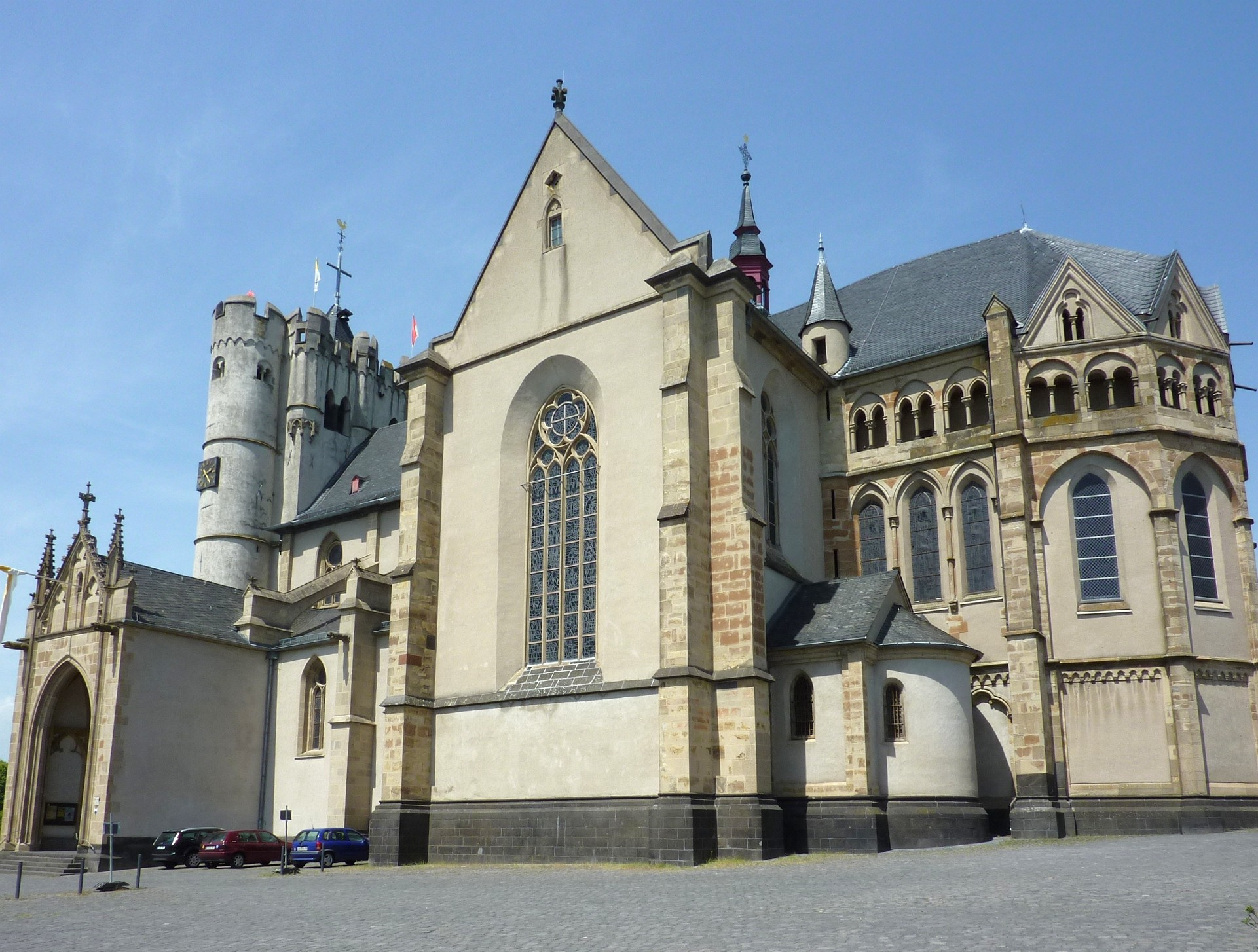
Ansicht von Südosten

Die Kirche geht auf eine merowingische Gründung des 6. oder 7. Jahrhunderts zurück und war Mittelpunkt einer Urpfarrei.
Ihre Erbauung beginnt nach Aufzeichnungen des Trierischen Geschichtsschreibers Hontheim in der Zeit des Erzbischofs Magnerich von Trier auf den Fundamenten einer römischen Wachturmanlage als Zentrum der Christianisierung. 640 wurde die Martinskirche im heutigen Münstermaifeld von Erzbischof Modoald geweiht. Kurz nach 700 wurde sie „Monasterium“ (Münster), d. h. Klosterkirche. Die erste Erwähnung als Stiftskirche geht auf das Jahr 905 zurück.
Der Trierer Erzbischof Ruotbert, der Köng Otto I. nach Rom begleitet haben soll, brachte im Februar 952 Reliquien des Presbyters Severus von Antrodoco (und nicht wie vielfach zitiert den dann in Boppard verehrten Bischof Severus von Ravenna) aus der italienischen Provinz Valeria zunächst mit nach Trier. Wohl erst unter Erzbischof Egbert von Trier (977–993) kamen sie dann in einer Prozession nach Münstermaifeld. Nach der Überführung der Reliquien nach Münstermaifeld wurde der Ort im Mittelalter zu einem Wallfahrtszentrum. Nach Besetzung der linksrheinischen Gebiete durch die französischen Revolutionsheere wurde der Kirchenschatz mit den Reliquien 1794 ins rechtsrheinische Ehrenbreitstein in Sicherheit gebracht. 1811 gelangte ein Teil der St.-Severus-Reliquie als Schenkung des Ehrenbreitsteiner Pfarrers Hommer in die Pfarrkirche St. Vitus in Lösnich an der Mosel. Pfarrer Hommer, der 1824 zum Bischof von Trier aufgestiegen war, erlaubte 1825 die öffentliche Verehrung in St. Vitus Lösnich.

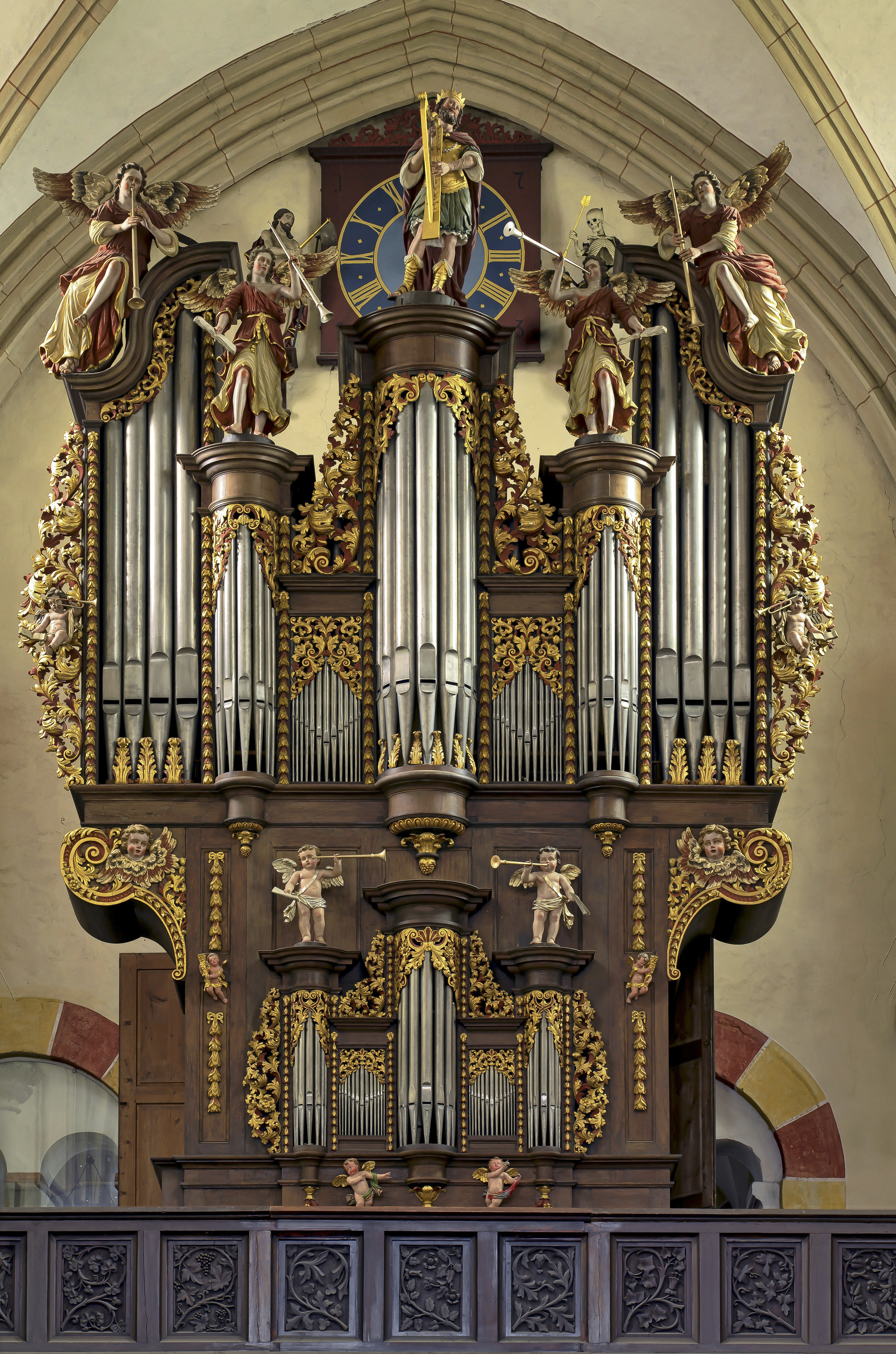
Die Orgel

Das heute noch sichtbare Westwerk, ein nach Westen ausgerichteter, rund 34 Meter hoher Doppelturm, ist im unteren Teil der bedeutende Rest des 1103 von Erzbischof Bruno von Bretten geweihten romanischen Vorgängerbaus der Stiftskirche.
Die bis dahin flach gedeckte Basilika wurde 1225 bis 1322 durch die heutige gotische Kirche ersetzt. Zunächst wurde das Chorhaus, das beste Beispiel vorgotischer, polygonaler Choranlagen im Rheinland, mit Seitenapsiden in noch spätromanischen Formen im 13. Jahrhundert neu begonnen. Querschiff und Langhaus wurden in hochgotischen Formen ausgeführt. Das gotische Obergeschoss mit seinen Zinnen und Erkern wurde erst im 14. Jahrhundert aufgesetzt. Die Aufstockung dieses vierten Turmgeschosses war nötig, da es den neuen Glockenstuhl aufnehmen sollte. Dadurch waren die alten, heute noch erkennbaren Schalllöcher durch das neue Dach überdeckt. Die Weihe erfolgte 1322 unter Erzbischof Balduin von Trier.
1802 wurde das Kollegiatstift im Zuge der Säkularisation aufgelöst.
1924 bis 1933 erfolgten umfassendere  Renovierungsarbeiten, bei denen Wandmalereien des 13. bis 15. Jahrhunderts freigelegt wurden.

## Vorhalle
Der Eingangsbereich an der Südseite ist als Vorhalle ausgebildet, die das Kirchenportal schützt. Dort befinden sich drei Skulpturen. Außen die beiden Patrone St. Martin und St. Severus. Vor dem Tympanon auf einer Konsole vor dem Trumeaupfeiler befindet sich eine Madonna. Sie wird in die Erbauungszeit um 1320 datiert und vereint französisch-lothringische Einflüsse mit mittelrheinischen Formen.

## Innenraum
Überraschend sind im Innern die Weite des Raumes und die verhaltene Wucht der aufstrebenden Pfeiler, die sich in kraftvoll gebändigter Harmonie in dem vielgestaltigen Gewölbe zusammenschließen.
- Ein Meisterwerk der Holzschnitzkunst ist das spätgotische Antwerpener Retabel, das als Hauptaltar den Chor beherrscht. Das aus dem 16. Jahrhundert stammende Werk stand bis zu seiner Instandsetzung 1932 im nördlichen Seitenchor.

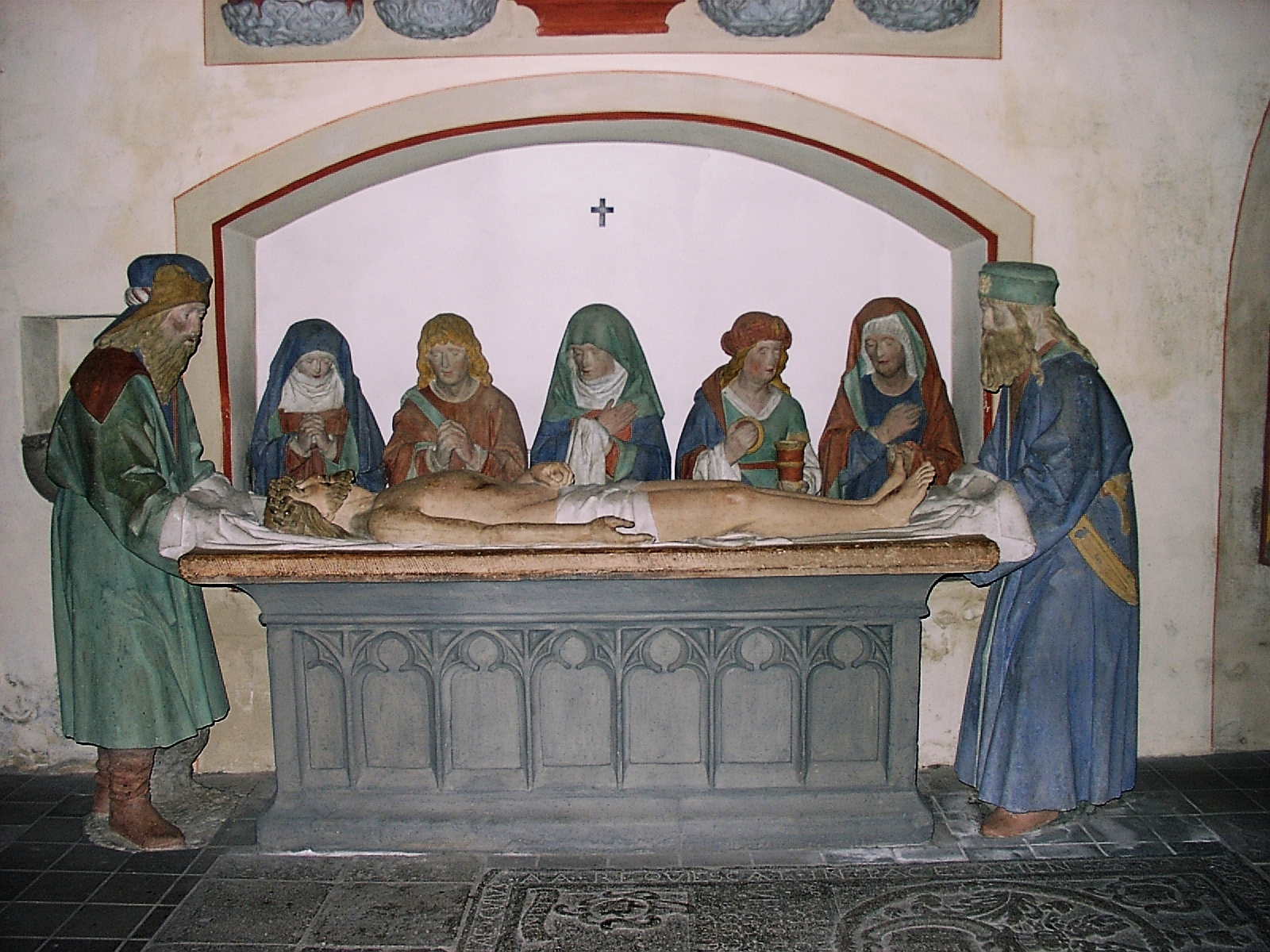
Heiliggrab-Skulptur im Maifeldmünster

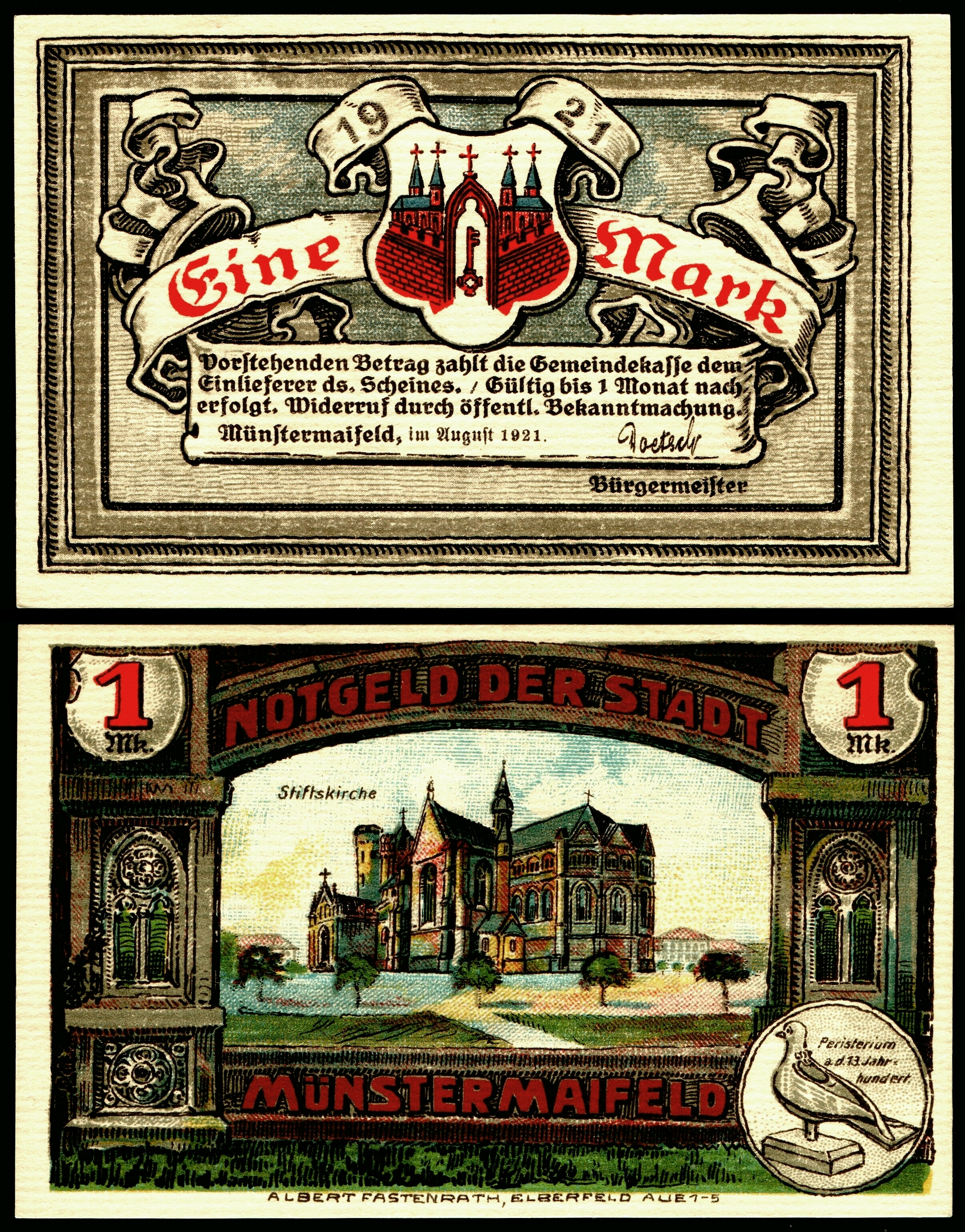
Abbildung der Stiftskirche auf einem Notgeldschein von 1921

- Im nördlichen Seitenschiff befindet sich das Heilige Grab (Darstellung der Grablegung Christi, um 1500) mit sieben unterlebensgroßen Figuren aus Tuffstein. Stilistisch ist das Bildwerk verwandt mit den Heiligen Gräbern in Andernach (Liebfrauenkirche) und in Sinzig. Über dem Heiligen Grab befindet sich die Darstellung von Christus als Schmerzensmann zwischen vier Engeln mit Leidenswerkzeugen, alle unter hohem Baldachin.
- Ein 8 Meter hohes Gemälde des hl. Christophorus mit dem Gotteskind auf dem linken Arm stammt aus dem 13. Jahrhundert und befindet sich auf der inneren Stirnwand des nördlichen Querschiffes.
- Unter den zahlreichen qualitätvollen Skulpturen ist besonders eine Madonna an einem Pfeiler des Mittelschiffs zu nennen. Sie stammt aus den 1330er Jahren und zeigt eine gewisse Verwandtschaft zu Arbeiten in Mainz und am Mittelrhein.
- Von besonderem Reiz sind die alten Wandmalereien, die bei der vorletzten Instandsetzung der Kirche zutage getreten sind und gesichert werden konnten.
- Bemerkenswert sind die Eltzer Gräber, besonders kunstvoll gestaltete Epitaphien des Ehepaares Cuno von Eltz und Ella von Esch mit zwei Reliefplatten aus Basaltlava und das Marmorgrab des Nikolaus von Eltz und seiner Frau Maria von Hoort, sowie ein Marmordenkmal für ihren Sohn Johann Wilhelm Antonius Bertramus Herr zu Eltz, Domherr zu Trier.

## Orgel
Die erste Orgel wurde vom berühmten Orgelbauer Johann Michael Stumm 1722 in Münstermaifeld errichtet. Sie kostete 600 Rheinische Gulden. Das heutige Instrument wurde 1861 von Ludwig Hünd aus Linz/Rh. in das Gehäuse von Stumm eingebaut. Dabei wurde auch das Rückpositiv ins Untergehäuse gesetzt. Sie hat folgende Disposition:
| I Hauptwerk C–f3 |                    |     |
| 01.              | Principal          | 16′ |
| 02.              | Bordon             | 16′ |
| 03.              | Principal          | 08′ |
| 04.              | Gedakt             | 08′ |
| 05.              | Viola di Gamba     | 08′ |
| 06.              | Octave             | 04′ |
| 07.              | Gedakt             | 04′ |
| 08.              | Quint              | 03′ |
| 09.              | Octave             | 02′ |
| 10.              | Cornet IV (ab g0)0 |     |
| 11.              | Mixtur IV          | 02′ |
| 12.              | Trompete           | 08′ |

| II Positiv C–f3 |                   |    |
| 13.             | Salicet           | 8′ |
| 14.             | Hohlpfeif         | 8′ |
| 15.             | Fernflöte (ab g0) | 8′ |
| 16.             | Flauttravers      | 8′ |
| 17.             | Principal         | 4′ |
| 18.             | Gemshorn          | 4′ |
| 19.             | Gemshornquinte0   | 3′ |
| 20.             | Flageolet         | 2′ |
| 21.             | Euphon            | 8′ |

| Pedal C–d1 |              |     |
| 22.        | Violon       | 16′ |
| 23.        | Subbaß       | 16′ |
| 24.        | Octavbaß     | 08′ |
| 25.        | Gedaktquint0 | 06′ |
| 26.        | Octave       | 04′ |
| 27.        | Posaune      | 16′ |
| 28.        | Trompete     | 08′ |
| 29.        | Clairon      | 04′ |

## Glocken
- St. Martinsglocke (oder Sturmglocke), gegossen am 27. Juli 1397 von Jan von Trier, Gewicht 1750 kg, Ton: es1, Inschrift: Tu rex gloriae, Christe, veni cum pace (Du König der Herrlichkeit, Christus, komme mit Frieden)
- sogenannte Abendglocke, 1446 in Hachenburg gegossen, Gewicht 500 kg, Ton: as1, Inschrift: Ave Maria gratia plena
- Marienglocke von 1466 ebenfalls aus einer Hachenburger Gießerei, Gewicht 1250 kg, Ton: f1, Inschrift: Maria heißen ich, all bös Wetter vertreiben ich

Zwei 1866 in Neuwied gegossene Glocken von 750 kg bzw. 350 kg mussten im Ersten Weltkrieg abgeliefert werden.
Die Ergänzungsglocken, die in den 1920er-Jahren an ihre Stelle traten, mussten wiederum im Zweiten Weltkrieg abgegeben werden.
Erst 1955 konnte das Geläute dann wieder vervollständigt werden:
- die 1955 in der Glockengießerei Mabilon in Saarburg gegossene Michaelsglocke mit einem Gewicht von 800 kg und einem Durchmesser von 1,11 m. Ton: ges1, Inschrift: Zu eurem Schutz erfüllten wir in hartem Kampfe uns´re Pflicht. Vergeßt und nicht, so bitten wir, vergeßt uns im Gebete nicht. Auf dem Glockenrand steht weiterhin die Aufschrift: Die Pfarrei Münstermaifeld dankt ihren toten Helden zur Erinnerung der Gefallenen des Zweiten Weltkrieges.
- die ebenfalls 1955 in Saarburg gegossene Petrusglocke mit einem Gewicht von 375 kg, Ton: b1, Inschrift: St. Petrus, dir geloben wir, in treuer Liebe für und für: Das alte Münster ändert nicht, sei treu katholisch Angesicht

Das Gesamtmotiv es1 – f1 – ges1 – as1 – b1 (der dissonante Halbtonschritt) ist seitdem wieder vorhanden.
- In einem kleinen, später gebauten Dachreiter hängt noch ein in vielen Urkunden erwähntes Ginkesglöckchen. Heute kündet es die heilige Wandlung. Es wurde 1485 in Andernach gegossen.

## Maße der Kirche
- Länge über alles: 51 m

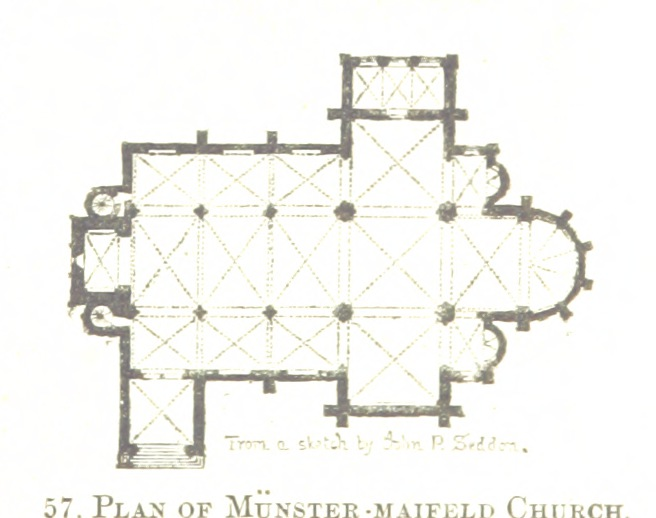
Grundriss

- Lichte Breite des Querhauses: 29 m
- Lichte Breite des Längshauses: 22–24 m
- Lichte Höhe im Chorrechteck: 20 m
- Höhe des Westturms bis zur Kreuzspitze: 40 m
- Grundfläche des Mittelturms des Westwerks: 10 × 6 m
- Durchmesser der Rundtürme des Westwerks: 4 m